# 敬語
敬語是語言中用於表達敬意的語句，用來表示說話者、說話對象、話中人物之間的社會階級、親疏等關係。敬語包括稱謂、自稱、語氣、用詞等，而敬稱則僅指對特定人士表達尊敬的稱謂。

## 相關頁面
- 漢語敬语
- 韓語敬語
- 日語敬語
- 菲律賓語敬語
- 馬來語－印尼語敬語